# DeMarcus Corley
Demarcus Deon Corley, besser bekannt als DeMarcus Corley (* 3. Juni 1974 in Washington, D.C.) ist ein US-amerikanischer Profiboxer und ehemaliger Weltmeister der WBO im Halbweltergewicht.

## Boxkarriere
Als Amateur gewann er 1995 die National Golden Gloves in Lowell. 1996 begann seine Profikarriere und er erlitt in seinen ersten 30 Kämpfen nur eine Niederlage. Im September 1999 besiegte er erstmals Ener Julio beim Kampf um die US-Meisterschaft. Im Juni 2001 gewann er in Las Vegas durch t.K.o. in der ersten Runde gegen Felix Flores aus Puerto Rico die vakante WBO-WM. In zwei weiteren Titelverteidigungen bezwang er zudem erneut Ener Julio und Randall Bailey. Im Juli 2003 verlor er den Titel durch knappe Punktniederlage an Zab Judah. Im Mai 2004 folgte eine Punktniederlage gegen Floyd Mayweather Jr. Bei zwei weiteren WM-Kämpfen scheiterte er 2005 gegen Miguel Cotto und 2006 gegen Junior Witter.
Anschließend trat er vorwiegend nur noch als Aufbaugegner in Erscheinung und erlitt in den folgenden Jahren unter anderem Niederlagen gegen José Alfaro (2007), Devon Alexander (2008), Randall Bailey (2008), Marcos Maidana (2010), Lucas Matthysse (2011), Ruslan Prowodnikow (2011), Wiktor Postol (2012) und Selçuk Aydın (2013). 2012 erzielte er zwei Siege gegen den ungeschlagenen Gabriel Bracero und den Europameister Paul McCloskey.